# Pseudomyrmex solisi
Pseudomyrmex solisi é uma espécie de formiga do género Pseudomyrmex, subfamilia Pseudomyrmecinae. Esta espécie foi descrita cientificamente por Santschi em 1916.

## Distribuição
Encontra-se em Argentina.